# Association éducative des travailleurs allemands
 (juillet 2023).
Si vous disposez d'ouvrages ou d'articles de référence ou si vous connaissez des sites web de qualité traitant du thème abordé ici, merci de compléter l'article en donnant les références utiles à sa vérifiabilité et en les liant à la section « Notes et références ».
 (août 2023).
L'Association éducative des travailleurs allemands (allemand : Deutscher Arbeiter-Bildungs-Verein) était une organisation basée à Londres d'émigrés politiques allemands radicaux créée en 1840 par Karl Schapper et ses associés. L'organisation a servi pendant ses premières années façade légale de la Ligue des justes et plus tard d' organisation de masse de la Ligue communiste. L'organisation a continué d'exister pendant plus de 75 ans, se terminant finalement en 1917 en raison de l'internement des Allemands en Grande-Bretagne en raison de la Première Guerre mondiale.

## Historique de l'organisation
L'association a été créée à Londres le 7 février 1840 par Karl Schapper et environ une demi-douzaine de ses proches collaborateurs politiques. Le groupe a été établi comme un rival d'un groupe plus modéré d'émigrés politiques allemands connu sous le nom de Deutsche Gesellschaft et a été calqué sur une organisation d'émigrés français radicaux connue sous le nom de Société Démocratique Française.
Elle comprenait parmi ses membres des personnes originaires de plusieurs pays et atteignit environ 500 membres en 1845. Dans ses premières années, elle servait de façade publique pour l'organisation révolutionnaire clandestine connue sous le nom de Ligue des justes. Après 1847, elle a étroitement coopéré avec la Ligue des communistes de Karl Marx, Frederick Engels et leurs associés et a servi en fait d'organisation de "front" plus large pour ce groupe révolutionnaire plus étroit.
Quelque temps après 1850, la Ligue des communistes a scissionné et la fraction hostile à Marx et Engels a pris le contrôle de l'Association. Marx et Engels ont alors ont quitté l'organisation.
L'Association s'est officiellement affiliée à la Première internationale en 1865. Elle s'est renommée en Association éducative des travailleurs communistes vers 1871 au plus tard.
L'Association a continué à fonctionner jusqu'en 1917, date à laquelle le groupe a été dissous en raison de l'internement des Allemands à Londres dans le contexte de guerre.